# Championnat de France d'échecs des jeunes
Le Championnat de France d'échecs des jeunes est un tournoi annuel organisé par la Fédération française des échecs afin de déterminer le Champion de France de chaque catégorie d'âge.

## Multiples vainqueurs

### Catégories mixtes
7 titres
Jules Moussard, né en 1995, est, en mai 2015, le seul joueur à avoir remporté le titre de champion de France d'échecs des jeunes dans les sept catégories : en petits poussins (en 2002), poussins (2005), pupilles (2006), benjamins (2009), minimes (2011), cadets (2012) et juniors (en 2015). 
6 titres
Robert Fontaine a obtenu six titres : deux titres en juniors (1997 et 2000), un en minimes (1996), deux en benjamins (1993 et 1994) et un en poussins (1989). 
5 titres
- Jean-Marc Degraeve, né en 1971 : en 1982 (pupilles), 1983 (benjamins) et trois titres en juniors (1987, 1990 et 1991)
- Maxime Vachier-Lagrave, né en 1990 : en petits poussins (1997), poussins (1999), pupilles (2000), minimes (2002) et juniors (2004, à treize ans et demi).
- Bilel Bellahcene, né en 1998 : en poussins (2009), pupilles (2010), benjamins (2011 et 2012) et minimes (en 2014).

4 titres
- Christian Bauer, né en 1977 : en 1990, 1991, 1992 et 1994 ;
- Laurent Fressinet, né en 1981 : en 1995, 1997, 1998 et 1999 ;
- Guillaume Lamard, né en 1997 : en 2005, 2009, 2013 et 2014 ;
- Dimitri Lagarde, né en 2002 : en 2010, 2011, 2012 et 2014.

Étienne Bacrot, champion de France poussins en 1992, a remporté le championnat de France adultes en 1999, à seize ans.

### Catégories féminines
6 titres
- Andreea-Cristiana Navrotescu, née en 1996 : un titre en pupillettes (2008), benjamines (2010), minimes (2012), deux titres en cadettes (2013 et 2014) et un en juniors filles (en 2015). Elle fut également troisième du championnat de France junior mixte en 2015.
- Cécile Haussernot, née en 1998 : en 2006 (petites pussines), 2007 (poussines), 2008 et 2011 (benjamines), 2013 (minimes) et 2018 (juniors) ;

5 titres
- Mélanie Vérot, née en 1987 : en 1999 (pupillettes), 2001 (benjamines), 2002 (minimes), 2003 (cadettes) et 2006 (juniors filles).
- Mathilde Congiu, née en 1989 : en pupillettes (2001), minimes (2005), deux en cadettes (2006 et 2007) et en juniors filles (2009).
- Carole Forestier, née en 1991 : un en  petites poussines (en 1999), deux en pupillettes (en 2002 et 2003) et deux en juniors filles (en 2010 et 2011).
- Sophie Aflalo, née en 1995 : deux en petites poussines (en 2002 et 2003), un en poussines (en 2004), en benjamines (en 2009) et en minimes filles (en 2011) ;
- Mathilde Broly, née en 2000 : deux titres en poussines (2009 et 2010), un en pupillettes (2012), benjamines (2014) et cadettes (2016).

4 titres
- Aurélie Dacalor, née en 1980 : en 1994 (benjamines), 1996 (minimes), 1997 (cadettes) et 1999 (juniors filles).
- Fanny Gaudron, née en 1983 : en 1993 (poussines), 1994 et 1995 (pupillettes) et 1997 (benjamines).
- Sophie Milliet, née en 1983 : en 1999 (minimes filles), 2000 (cadettes) et deux en juniors filles (en 2002 et 2003).
- Karelle Bolon, née en 1987 : deux en poussines (en 1996 et 1997), un en benjamines (en 2000) et en cadettes (en 2005).

Championnes de France adultes précoces
Isabelle Kientzler (championne de France pupillettes en 1982), a remporté le championnat adultes féminin à douze ans en 1984 (puis à nouveau en 1985).
Sabine Fruteau a remporté 4 titres (le championnat de France benjamins (mixte) en 1985, trois fois le championnat en juniors filles) et le championnat de France adulte féminin en 1987 (à quinze ans).
Claire Gervais l'a gagné à seize ans en 1992 devant Raphaëlle Bujisho (troisième), également âgée de seize ans.
Marie Sebag a été championne de France benjamine et championne de France adulte en 2000, à treize ans.

## Catégories d'âge
Jusqu'en 1987, en plus de championnats « nationaux » des jeunes, étaient organisés des « championnats de France internationaux » juniors (moins de 19 ans) et cadets (moins de 17 ans) avec la participation de joueurs français et étrangers.
Depuis les années 1990, les catégories d'âge sont les suivantes :
- Juniors : moins de 20 ans (au 1er janvier)
- Cadets : moins de 18 ans
- Minimes : moins de 16 ans
- Benjamins, benjamines : moins de 14 ans
- Pupilles : moins de 12 ans
- Poussins, poussines : moins de 10 ans
- Petits poussins, petites poussines (championnats de France créés en 1991) : moins de 8 ans[1].

## Moins de 20 ans

### Palmarès juniors
| Année | Champion                                   | 2e                             | 3e                           | Lieu de la compétition    |
| ----- | ------------------------------------------ | ------------------------------ | ---------------------------- | ------------------------- |
| 1971  | Georges Toullat                            | Marc Ebalard                   | nc                           | Talence                   |
| 1972  | Maurice Bessenay                           | nc                             | nc                           | Saint-Avold               |
| 1973  | Sébastien Railloux                         | nc                             | nc                           | nc                        |
| 1974  | Yannick Berthelot                          | Pierre Meinsohn                | nc                           | Niort                     |
| 1975  | Christian Doucet                           | Pierre Meinsohn                | nc                           | nc                        |
| 1976  | Dominique Giacomazzi                       | nc                             | nc                           | La Grande-Motte           |
| 1977  | Bachar Kouatly                             | Damir Levacic                  | nc                           | Le Havre                  |
| 1978  | Marc Santo-Roman                           | Damir Levacic                  | nc                           | nc                        |
| 1979  | Marc Leski                                 | nc                             | nc                           | nc                        |
| 1980  | Marc Santo-Roman                           | nc                             | nc                           | nc                        |
| 1981  | Thierry Brionne                            | Philippe Hartereau             | Paul-Olivier Preux           | Créteil                   |
| 1982  | Gilles Mirallès                            | nc                             | nc                           | nc                        |
| 1983  | Ivan Collin (International) Raphaël Gilles | nc                             | nc                           | Cap d'Agde                |
| 1984  | Olivier Renet (International)              | nc                             | nc                           | Champigny (international) |
| 1984  | Pascal Collange                            | Castets                        | Barnier                      | Chambéry                  |
| 1985  | Emmanuel Bricard (International)           | nc                             | nc                           | nc                        |
| 1985  | Christophe Herrou                          | Yannick Pierrel                | Stephane Grun                | Jurançon                  |
| 1986  | Charles Lamoureux (International)          | Jean-René Koch (International) | Joël Lautier (International) | Charleville-Mézières      |
| 1986  | Patrick Louistisserand                     | Stéphane Bouland               | Michel Debard                | Charleville-Mézières      |
| 1987  | Jean-Marc Degraeve                         | Ingmar Harovelo                | nc                           | La Grande-Motte           |
| 1988  | Jean-René Koch                             | Jean-Marc Degraeve             | Joël Lautier                 | Lyon                      |
| 1989  | Arnaud Hauchard                            | nc                             | nc                           | Hyères                    |
| 1990  | Jean-Marc Degraeve                         | Amar Djoudi                    | nc                           | Belfort                   |
| 1991  | Jean-Marc Degraeve                         | Éloi Relange                   | Laurent Aubert               | Descartes                 |
| 1992  | Éloi Relange                               | Nicolas Eliet                  | Benoît Thiriet               | Sucé-sur-Erdre            |
| 1993  | Hervé Ribreau                              | Christian Bauer                | Lionel Goldewicht            | Pau                       |
| 1994  | Christian Bauer                            | Lionel Goldgewicht             | Adrien Leroy                 | Verdun                    |
| 1995  | Éloi Relange                               | Benoît Lepelletier             | Philippe Brochet             | Montélimar                |
| 1996  | Hugo Tirard                                | Patrice Lerch                  | Jérôme Appendino             | Hyères                    |
| 1997  | Robert Fontaine                            | Tervel Serafimov               | Cyril Marzolo                | Montluçon                 |
| 1998  | Laurent Fressinet                          | Robert Fontaine                | Cyril Marzolo                | Rochefort                 |
| 1999  | Laurent Fressinet                          | Aurélien Crut                  | Yohan Benitah                | Romans-sur-Isère          |
| 2000  | Robert Fontaine                            | Guillaume Vallin               | Vincent Colin                | Pau                       |
| 2001  | Laurent Guidarelli                         | Jean-Pierre Le Roux            | Guillaume Vallin             | Amiens                    |
| 2002  | Yannick Gozzoli                            | Arnaud Rainfray                | Thal Abergel                 | Hyères                    |
| 2003  | Charles Monroy                             | Sébastien Mazé                 | Anthony Wirig                | Le Grand-Bornand          |
| 2004  | Maxime Vachier-Lagrave                     | Sébastien Mazé                 | Karim Ismail                 | Reims                     |
| 2005  | Matthieu Cornette                          | Manuel Bijaoui                 | Jean-Francois Jolly          | Calvi                     |
| 2006  | Stephen Jessel                             | Richard Pile                   | Sylvain Grégoire             | Aix-les-Bains             |
| 2007  | Sébastien Feller                           | Alban Delorme                  | Guillaume Pieroni            | Le Grand-Bornand          |
| 2008  | Alain Genzling                             | Fabien Forgues                 | Clovis Vernay                | La Roche-sur-Yon          |
| 2009  | Clément Houriez                            | Maxime Lagarde                 | Fabien Guilleux              | Aix-les-Bains             |
| 2010  | Axel Delorme                               | Adrien Demuth                  | Tangi Migot                  | Troyes                    |
| 2011  | Wojtek Sochacki                            | Adrien Demuth                  | Thibaut Fantinel             | Montluçon                 |
| 2012  | Paul Velten                                | Thomas Dionisi                 | Pablo Ollier                 | Nîmes                     |
| 2013  | Paul Velten                                | Borya Ider                     | James Eden                   | Saint-Paul-Trois-Châteaux |
| 2014  | Christophe Sochacki                        | Pierre Barbot                  | Borya Ider                   | Belfort                   |
| 2015  | Jules Moussard                             | Pierre Barbot                  | Raphaël Dutreuil             | Pau                       |
| 2016  | Dylan Viennot                              | Alexis Tahay                   | Andreea Navrotescu           | Gonfreville               |
| 2017  | Alexis Tahay                               | Guillaume Lamard               | Dorian Micottis              | Belfort                   |
| 2018  | Hatuyun Barseghyan                         | Alexandre Pigeat               | Guillaume Philippe           | Agen                      |
| 2019  | Floryan Eugene                             | Alexandre Pigeat               | Pierre Laurent-Paoli         | Hyères                    |
| 2021  | Loic Travadon                              | Emmanuel Gault                 | Arthur Lucas                 | Agen                      |
| 2022  | Yovann Gatineau                            | Antoine Bournel                | Mahel Boyer                  | Agen                      |
| 2023  | Joseph Girel                               | Mahel Boyer                    | Benjamin Defromont           | Agen                      |
| 2024  | Joseph Girel                               | Mahel Boyer                    | Vitalii Gryshko              | Agen                      |
| 2025  | Augustin Droin                             | Timothe Razafindratsima        | Sohan Belkaid                | Vichy                     |

### Palmarès juniors filles
| Année | Championne         | 2e                   | 3e                  | Lieu de la compétition    |
| ----- | ------------------ | -------------------- | ------------------- | ------------------------- |
| 1989  | Sabine Fruteau     | nc                   | nc                  | Parthenay                 |
| 1990  | Sandrine Castaing  | nc                   | nc                  | Belfort                   |
| 1991  | Sabine Fruteau     | Sandrine Boutin      | Isabelle Marchyllie | Descartes                 |
| 1992  | Sabine Fruteau     | Carine Coudray       | Carole Fournier     | Sucé-sur-Erdre            |
| 1993  | Anne Muller        | Carine Coudray       | Stéphanie Chauvin   | Pau                       |
| 1994  | Laëtitia Rambeau   | Aurélia Gatine       | Claire-Line Redon   | Verdun                    |
| 1995  | Raphaëlle Bujisho  | Aurélia Gatine       | Sandrine Brunstein  | Montélimar                |
| 1996  | Céline Guadalpi    | Axelle Desmoulières  | Marie Gay           | Hyères                    |
| 1997  | Émilie Chapelle    | Véronique Muller     | Claire Marchadour   | Montluçon                 |
| 1998  | Isabelle Bramme    | Claire Marchadour    | Delphine Decotte    | Rochefort                 |
| 1999  | Aurélie Dacalor    | Stéphanie Feuvrier   | Marie Leclair       | Romans-sur-Isère          |
| 2000  | Marie Leclair      | Aurélie Dacalor      | Stéphanie Feuvrier  | Pau                       |
| 2001  | Rebecca Klipper    | Alison Fantin        | Nathalie Bertin     | Amiens                    |
| 2002  | Sophie Milliet     | Magali Rouillon      | Angélique Loyer     | Hyères                    |
| 2003  | Sophie Milliet     | Anne-Laurie Bénard   | Aude Soubrier       | Le Grand-Bornand          |
| 2004  | Karine Assad       | Laurie Delorme       | Marion Penalver     | Reims                     |
| 2005  | Adeline Chaumont   | Florence Wolfangel   | Sandra Swiercz      | Calvi                     |
| 2006  | Mélanie Vérot      | Émilie Marchadour    | Sophie Lam          | Aix-les-Bains             |
| 2007  | Mathilde Choisy    | Karelle Bolon        | Dounia Mehiaoui     | Le Grand-Bornand          |
| 2008  | Mathilde Choisy    | Léa Bismuth          | Sidonie Belloc      | La Roche-sur-Yon          |
| 2009  | Mathilde Congiu    | Touatia Brih         | Clara Le Bail       | Aix-les-Bains             |
| 2010  | Carole Forestier   | Emma Richard         | Camille Peyre       | Troyes                    |
| 2011  | Carole Forestier   | Emma Richard         | Delphine Vinckier   | Montluçon                 |
| 2012  | Margaux Lefèvre    | Oriane Soubirou      | Capucine Saucey     | Nîmes                     |
| 2013  | Léna Armas         | Marine Thuret        | Jade Flachet        | Saint-Paul-Trois-Châteaux |
| 2014  | Cyrielle Monpeurt  | Solenn Afraoui       | Phanie Colin        | Belfort                   |
| 2015  | Andreea Navrotescu | Julie Fischer        | Anysia Thomas       | Pau                       |
| 2016  | Anysia Thomas      | Julie Fischer        | Emily Minaud        | Gonfreville               |
| 2017  | Solène Vernet      | Cécile Haussernot    | Sarah Saliou        | Belfort                   |
| 2018  | Cécile Haussernot  | Laurane Aubert       | Marwa Aouachria     | Agen                      |
| 2019  | Marwa Aouachria    | Liza Fretel          | Laurane Aubert      | Hyères                    |
| 2021  | Florence Rollot    | Anne-Marie Conti     | Laure Marchand      | Agen                      |
| 2022  | Sarah Djidjeli     | Estée Aubert         | Lisa Georges        | Agen                      |
| 2023  | Élise Tomasi       | Elena Destic         | Soha Guitoni        | Agen                      |
| 2024  | Camille Blanquet   | Sophia Lordier       | Élise Tomasi        | Agen                      |
| 2025  | Camille Blanquet   | Calypso Deladerriere | Sofia Bellahcene    | Vichy                     |

## Moins de 18 ans

### Palmarès cadets
| Année | Champion                                   | 2e                             | 3e                                     | Lieu de la compétition    |
| ----- | ------------------------------------------ | ------------------------------ | -------------------------------------- | ------------------------- |
| 1971  | nc                                         | Pierre Meinsohn                | nc                                     | Talence                   |
| 1972  | Pierre Meinsohn                            | nc                             | nc                                     | Saint-Avold               |
| 1974  | M. Briet                                   | nc                             | nc                                     | Niort                     |
| 1976  | Daniel Roos                                | Damir Levacic                  | nc                                     | La Grande-Motte           |
| 1977  | Marc Leski                                 | Marc Santo-Roman               | nc                                     | Le Havre                  |
| 1978  | Marc Villermain                            | Van Verdeghem                  | Weiss                                  | Brest                     |
| 1981  | Emmanuel Bricard                           | Eric Leriche                   | Jean-Luc Duriez                        | Créteil                   |
| 1983  | nc                                         | nc                             | Jean-François Nelis                    | Cap d'Agde                |
| 1984  | François Bouchut (tournoi international)   | André Bleunven (international) | Philippe Lumbroso (international)      | Champigny (international) |
| 1984  | Jérôme Messifet                            | François Pitti                 | Schmitt                                | Chambéry                  |
| 1985  | Jean-Marc Degraeve (tournoi international) | Jean-René Koch (International) | Patrick Louistisserand (International) | Jurançon                  |
| 1985  | Farid Djoudi                               | Alexandre Patrat               | Hugues Beaujard                        | Jurançon                  |
| 1986  | Jean-Marc Degraeve (tournoi international) | David Marciano (International) | Mathias Clavel (International)         | Charleville-Mézières      |
| 1986  | Thierry Cassuto                            | Didier Ramon                   | Fabrice Joly                           | Charleville-Mézières      |
| 1987  | Arnaud Hauchard                            | Serge Nemirovski               | nc                                     | La Grande-Motte           |
| 1988  | nc                                         | nc                             | nc                                     | nc                        |
| 1989  | Samy Desbonnes                             | nc                             | nc                                     | Hyères                    |
| 1990  | Éloi Relange                               | nc                             | nc                                     | Belfort                   |
| 1991  | Lionel Goldgewitch                         | Arnaud Courier                 | Renaud Eliet                           | Descartes                 |
| 1992  | Éric Gaudineau                             | Nicolas Meraut                 | Marc Wittmann                          | Sucé-sur-Erdre            |
| 1993  | Yann Doombos                               | Pascal Deslandes               | Chi-Minh Nguyen                        | Pau                       |
| 1994  | Benoît Lepelletier                         | Hugo Tirard                    | Mustapha Nezar                         | Verdun                    |
| 1995  | Victor Gervais                             | Jean-Baptiste Boudenne         | Hugo Tirard                            | Montélimar                |
| 1996  | Jean-Baptiste Boudenne                     | Cyril Marcelin                 | Kevin Roser                            | Hyères                    |
| 1997  | Yohan Bénitah                              | Aurélien Eusèbe                | Kevin Roser                            | Montluçon                 |
| 1998  | Camille Carton                             | Guillaume Vallin               | Nicolas Relea                          | Rochefort                 |
| 1999  | Jérôme Blot                                | Guillaume Vallin               | Charles Wolrich                        | Romans-sur-Isère          |
| 2000  | David Housieaux                            | Arnaud Rainfray                | Anthony Bellaïche                      | Pau                       |
| 2001  | Pavel Govciyan                             | Fabien Libiszewski             | Nicolas Templier                       | Amiens                    |
| 2002  | Mathieu Acher                              | Matthieu Cornette              | Fabien Libiszewski                     | Hyères                    |
| 2003  | Matthieu Cornette                          | Maxime Vachier-Lagrave         | Kevin Terrieux                         | Le Grand-Bornand          |
| 2004  | Samy Shoker                                | Jean Netzer                    | Richard Pile                           | Reims                     |
| 2005  | Richard Pile                               | Jean Netzer                    | Alban Delorme                          | Calvi                     |
| 2006  | François Brethes                           | Alain Genzling                 | Clovis Vernay                          | Aix-les-Bains             |
| 2007  | Alain Genzling                             | Cyril Monsieux                 | Clovis Vernay                          | Le Grand-Bornand          |
| 2008  | Fabien Guilleux                            | Axel Delorme                   | Victor Stephan                         | La Roche-sur-Yon          |
| 2009  | Pablo Ollier                               | Mickael Massoni                | Adrien Demuth                          | Aix-les-Bains             |
| 2010  | Mickael Massoni                            | Rémi Ludwig                    | Sevan Buscara                          | Troyes                    |
| 2011  | Lucas Di Nicolantonio                      | Maxime Lagarde                 | Peio Duboué                            | Montluçon                 |
| 2012  | Jules Moussard                             | Christophe Sochacki            | Quentin Loiseau                        | Nîmes                     |
| 2013  | Roudolph Grigorian                         | Pierre Barbot                  | Quentin Loiseau                        | Saint-Paul-Trois-Châteaux |
| 2014  | Guillaume Lamard                           | Karl Messinger                 | Louis Salles                           | Belfort                   |
| 2015  | Dylan Viennot                              | Dorian Micottis                | Yannick Kambrath                       | Pau                       |
| 2016  | Fy Rakotomaharo                            | Clément Meunier                | Antoine Flick                          | Gonfreville               |
| 2017  | Guillaume Philippe                         | Clément Meunier                | Antoine Flick                          | Belfort                   |
| 2018  | Quentin Burri                              | Fahim Mohammad                 | Enzo Mazzella                          | Agen                      |
| 2019  | Loïc Travadon                              | Étienne Gao                    | Arthur Pham                            | Hyères                    |
| 2021  | Mahel Boyer                                | Carlos Boulos                  | Benjamin Defromont                     | Agen                      |
| 2022  | Joseph Girel                               | Tom Decuignière                | Nathan Eveno                           | Agen                      |
| 2023  | Simon Lamaze                               | Timothé Razafindratsima        | Phileas Mathieu                        | Agen                      |
| 2024  | Timothé Razafindratsima                    | Rajat Makkar                   | Maël Mendoza                           | Agen                      |
| 2025  | Gabriel Lesueur                            | Camille Kufferath              | Mathias Delaplace                      | Vichy                     |

### Palmarès cadettes
| Année | Championne            | 2e                     | 3e                       | Lieu de la compétition    |
| ----- | --------------------- | ---------------------- | ------------------------ | ------------------------- |
| 1982  | nc                    | Agnès Pitti            | nc                       | nc                        |
| 1983  | Pascale Eusé          | nc                     | nc                       | Montpellier               |
| 1984  | Pascale Eusé          | Carole Lorillou        | Natalie Raffinat         | Loches                    |
| 1985  | nc                    | nc                     | nc                       | nc                        |
| 1986  | nc                    | nc                     | nc                       | nc                        |
| 1987  | nc                    | nc                     | nc                       | nc                        |
| 1988  | nc                    | nc                     | nc                       | nc                        |
| 1989  | Carine Coudray        | nc                     | nc                       | Parthenay                 |
| 1990  | Peggy Letheux         | nc                     | nc                       | Belfort                   |
| 1991  | Carine Coudray        | Anne Muller            | Anne-Sophie Maurice      | Descartes                 |
| 1992  | Aurélia Gatine        | Anne Muller            | Claire-Line Redon        | Sucé-sur-Erdre            |
| 1993  | Virginie Mora         | Cybéle Husson          | Raphaëlle Bujisho        | Pau                       |
| 1994  | Raphaëlle Bujisho     | Marion Joanovits       | Sandrine Brunstein       | Verdun                    |
| 1995  | Marion Joanovits      | Fabienne Boulineau     | Véronique Muller         | Montélimar                |
| 1996  | Mouna Daya            | Véronique Muller       | Fabienne Boulineau       | Hyères                    |
| 1997  | Aurélie Dacalor       | Isabelle Bramme        | Emmanuelle Bramme        | Montluçon                 |
| 1998  | Nathalie Duchêne      | Aurélie Dacalor        | Hélène Bertrand          | Rochefort                 |
| 1999  | Angélique Loyer       | Rebecca Klipper        | Émilie Fortuit           | Romans-sur-Isère          |
| 2000  | Sophie Milliet        | Anne-Laurie Bénard     | Angélique Loyer          | Pau                       |
| 2001  | Céline Goletto        | Sophie Milliet         | Audrey-Jane Baldi        | Amiens                    |
| 2002  | Nathalie Bonnafous    | Karine Assad           | Marie-Christine Esposito | Hyères                    |
| 2003  | Mélanie Vérot         | Chloé Huisman          | Claire Bodenez           | Le Grand-Bornand          |
| 2004  | Claire Bodenez        | Adeline Chaumont       | Anne-Sophie Desanlis     | Reims                     |
| 2005  | Karelle Bolon         | Mathilde Choisy        | Caroline Cochet          | Calvi                     |
| 2006  | Mathilde Congiu       | Mathilde Choisy        | Natacha Benmesbah        | Aix-les-Bains             |
| 2007  | Mathilde Congiu       | Natacha Benmesbah      | Clara Le Bail            | Le Grand-Bornand          |
| 2008  | Emma Richard          | Carole Forestier       | Lara-Maria Armas         | La Roche-sur-Yon          |
| 2009  | Emma Richard          | Claire Hourlier        | Élodie Macarry           | Aix-les-Bains             |
| 2010  | Oriane Soubirou       | Arielle Le Bail        | Juliette Auvray          | Troyes                    |
| 2011  | Arielle Le Bail       | Oriane Soubirou        | Salomé Neuhauser         | Montluçon                 |
| 2012  | Salomé Neuhauser      | Sophie Aflalo          | Marie Dubois             | Nîmes                     |
| 2013  | Andreea Navrotescu    | Cyrielle Monpeurt      | Julie Fischer            | Saint-Paul-Trois-Châteaux |
| 2014  | Andreea Navrotescu    | Julie Fischer          | Élise Bellaïche          | Belfort                   |
| 2015  | Lara Hernandez        | Élise Bellaïche        | Melissa Fesselier        | Pau                       |
| 2016  | Mathilde Chung        | Honorine Auvray        | Melissa Fesselier        | Gonfreville               |
| 2017  | Élise Retailleau      | Anaëlle Afraoui        | Inès Leriche             | Belfort                   |
| 2018  | Noëla-Joyce Lomandong | Béatrice Belluire      | Élise Bauer              | Agen                      |
| 2019  | Béatrice Belluire     | Noëla-Joyce Lomandong  | Laureline Georget        | Hyères                    |
| 2021  | Ambre Diez            | Pauline Courjal        | Margaux Moracchini       | Agen                      |
| 2022  | Camille Blanquet      | Élise Tomasi           | Sophia Lordier           | Agen                      |
| 2023  | Sophia Lordier        | Laura Sumarriva-Paulin | Agathe Diez              | Agen                      |
| 2024  | Calypso Deladerierre  | Fiorina Berezovsky     | Marie-Sarah Le Coz       | Agen                      |
| 2025  | Fiorina Berezovsky    | Oceane Fesigny         | Jenna Bellahcene         | Vichy                     |

## Moins de 16 ans

### Palmarès minimes
| Année | Champion                                           | 2e                                           | 3e                                                   | Lieu de la compétition    |
| ----- | -------------------------------------------------- | -------------------------------------------- | ---------------------------------------------------- | ------------------------- |
| 1974  | J.-M. Chevalier                                    | nc                                           | nc                                                   | Niort                     |
| 1982  | Charles Lamoureux                                  | Gilles Roux                                  | André Bleunven                                       | Bagneux                   |
| 1983  | Raphaël Poulenard                                  | Manuel Apicella                              | Jean-François Nelis                                  | Bagneux                   |
| 1984  | nc                                                 | nc                                           | nc                                                   | nc                        |
| 1985  | Jean-Luc Chabanon                                  | nc                                           | nc                                                   | nc                        |
| 1986  | Arnaud Payen                                       | Sabine Fruteau                               | Nicolas Eliet                                        | Charleville-Mézières      |
| 1987  | Nicolas Eliet                                      | Didier Collas                                | Xavier Palleja                                       | La Grande-Motte           |
| 1988  | Arnaud Courrier (Masters)Olivier Touzane (Espoirs) | Renaud Eliet (Masters)Éloi Relange (Espoirs) | Michael Cauvin (Masters)Laurent Berlandier (Espoirs) | Saint-Nazaire             |
| 1989  | nc                                                 | Fabrice Fiol                                 | James Husson (Espoirs)                               | Hyères                    |
| 1990  | Roger Nizard                                       | nc                                           | Philippe Brochet                                     | Belfort                   |
| 1991  | Yann Doombos                                       | Pascal Deslandes                             | David Boisgontier                                    | Descartes                 |
| 1992  | Christian Bauer                                    | Yann Doombos                                 | Pascal Deslandes                                     | Sucé-sur-Erdre            |
| 1993  | Benoît Lepelletier                                 | Guillaume Sermier                            | Patrice Lerch                                        | Pau                       |
| 1994  | Igor-Alexandre Nataf                               | Jean-Baptiste Boudenne                       | Sébastien Riff                                       | Verdun                    |
| 1995  | Kévin Roser                                        | Aurélien Eusèbe                              | Radu Stoenecsu                                       | Montélimar                |
| 1996  | Robert Fontaine                                    | Laurent Guidarelli                           | Ludovic Tavenard                                     | Hyères                    |
| 1997  | Laurent Fressinet                                  | Jean-Pierre Le Roux                          | Laurent Guidarelli                                   | Montluçon                 |
| 1998  | Nicolas Templier                                   | Jean-Pierre Le Roux                          | Guillaume Montagard                                  | Rochefort                 |
| 1999  | Arnaud Rainfray                                    | Anthony Wirig                                | David Housieaux                                      | Romans-sur-Isère          |
| 2000  | Sébastien Mazé                                     | Sébastien Plantet                            | Flavien Forestier                                    | Pau                       |
| 2001  | Matthieu Cornette                                  | Sergei Maitesian                             | Laurent Makke                                        | Amiens                    |
| 2002  | Maxime Vachier-Lagrave                             | Xavier Beudaert (?)                          | Jean Netzer (?)                                      | Hyères                    |
| 2003  | Asher Glicenstein                                  | Hao Huang                                    | Guillaume Camus de Solliers                          | Le Grand-Bornand          |
| 2004  | Clovis Vernay                                      | Helder Frade-Marques                         | Olivier Chau                                         | Reims                     |
| 2005  | Jonathan Dourerassou                               | Romain Édouard                               | François Brethes                                     | Calvi                     |
| 2006  | Romain Édouard                                     | Sébastien Feller                             | Lucas Benasseyag                                     | Aix-les-Bains             |
| 2007  | Thomas Saatdjian                                   | Nicolas Blum                                 | Cédric Martin                                        | Le Grand-Bornand          |
| 2008  | Bastien Dubessay                                   | William Hoareau                              | Wojtek Sochacki                                      | La Roche-sur-Yon          |
| 2009  | Christophe Sochacki                                | Antoine Manœuvre                             | Borya Ider                                           | Aix-les-Bains             |
| 2010  | Quentin Loiseau                                    | Borya Ider                                   | Pierre Barbot                                        | Troyes                    |
| 2011  | Jules Moussard                                     | Quentin Loiseau                              | Gary Giroyan                                         | Montluçon                 |
| 2012  | Gary Giroyan                                       | Christophe Gelas                             | Yannick Kambrath                                     | Nîmes                     |
| 2013  | Guillaume Lamard                                   | Dorian Micottis                              | Yannick Kambrath                                     | Saint-Paul-Trois-Châteaux |
| 2014  | Bilel Bellahcene                                   | Adrien Rodriguez                             | Clément Meunier                                      | Belfort                   |
| 2015  | Guillaume Philippe                                 | Thomas O'Sullivan                            | Kévin Danielan                                       | Pau                       |
| 2016  | Pierre Laurent-Paoli                               | Fahim Mohammad                               | Quentin Burri                                        | Gonfreville               |
| 2017  | Quentin Burri                                      | Loïc Travadon                                | Axel Bergougnoux                                     | Belfort                   |
| 2018  | Loïc Travadon                                      | Yovann Gatineau                              | Aurélien Arnaud                                      | Agen                      |
| 2019  | Rémy Degraeve                                      | Konstantin Popov                             | Alexandre Bacrot                                     | Hyères                    |
| 2021  | Philéas Mathieu                                    | Simon Lamaze                                 | Gaspard Aufray-Bonnet                                | Agen                      |
| 2022  | Simon Lamaze                                       | Timothé Razafindratsima                      | Auguste Droin                                        | Agen                      |
| 2023  | Noam Patole                                        | Oscar Fischler                               | Adam Mekhane                                         | Agen                      |
| 2024  | Tristan Breuil                                     | Clément Kuhn                                 | Ayrad Boumrar                                        | Agen                      |
| 2025  | Guillaume Garde                                    | Theo Khoury                                  | Hugo Plaidit                                         | Vichy                     |

### Palmarès minimes filles
| Année | Championne                                           | 2e                                           | 3e                                                | Lieu de la compétition    |
| ----- | ---------------------------------------------------- | -------------------------------------------- | ------------------------------------------------- | ------------------------- |
| 1981  | Michèle Zurfluh                                      | nc                                           | nc                                                | nc                        |
| 1982  | nc                                                   | nc                                           | nc                                                | nc                        |
| 1983  | Marie-Pierre Broussal                                | nc                                           | nc                                                | Montpellier               |
| 1984  | Françoise Holy                                       | nc                                           | nc                                                | Loches                    |
| 1985  | nc                                                   | nc                                           | nc                                                | nc                        |
| 1986  | nc                                                   | nc                                           | nc                                                | nc                        |
| 1987  | nc                                                   | nc                                           | Nathalie Sanchez                                  | nc                        |
| 1988  | Sandra Barantin (Masters)Claire-Line Redon (Espoirs) | Myriam Deloit (Masters)Anne Muller (Espoirs) | Peggy Letheux (Masters)Murielle Dorizon (Espoirs) | Saint-Nazaire             |
| 1989  | nc                                                   | Cybèle Husson (Espoirs)                      | nc                                                | Hyères                    |
| 1990  | Cybèle Husson (Masters)                              | nc                                           | nc                                                | Belfort                   |
| 1991  | Aurélia Gatine                                       | Claire Gervais                               | Virginie Mora                                     | Descartes                 |
| 1992  | Claire Gervais                                       | Raphaëlle Bujisho                            | Cynthia von Widner                                | Sucé-sur-Erdre            |
| 1993  | Véronique Muller                                     | Marion Joanovits                             | Céline Guadalpi                                   | Pau                       |
| 1994  | Isabelle Bramme                                      | Laure Zoeller                                | Émilie Chapelle                                   | Verdun                    |
| 1995  | Mouna Daya                                           | Isabelle Bramme                              | Marie Leclair                                     | Montélimar                |
| 1996  | Aurélie Dacalor                                      | Rebecca Klipper                              | Emmanuelle Bramme                                 | Hyères                    |
| 1997  | Rebecca Klipper                                      | Florence Spieser                             | Bérangère Collet                                  | Montluçon                 |
| 1998  | Céline Goletto                                       | Aurélie Duriez                               | Marjannick Coiffard                               | Rochefort                 |
| 1999  | Sophie Milliet                                       | Karine Assad                                 | Céline Goletto                                    | Romans-sur-Isère          |
| 2000  | Nathalie Bonnafous                                   | Karine Assad                                 | Dorothée Estévez                                  | Pau                       |
| 2001  | Sandy Hinzelin                                       | Chloé Huisman                                | Marie-Christine Esposito                          | Amiens                    |
| 2002  | Mélanie Vérot                                        | Karelle Bolon                                | Valérie Maupin                                    | Hyères                    |
| 2003  | Pauline Guichard                                     | Caroline Cochet                              | Mathilde Choisy                                   | Le Grand-Bornand          |
| 2004  | Caroline Cochet                                      | Natacha Benmesbah                            | Mathilde Choisy                                   | Reims                     |
| 2005  | Mathilde Congiu                                      | Touatia Brih                                 | Delphine Gras                                     | Calvi                     |
| 2006  | Clara Le Bail                                        | Marie Cheype                                 | Carole Forestier                                  | Aix-les-Bains             |
| 2007  | Valérie Forgues                                      | Carole Forestier                             | Laura Fernandez                                   | Le Grand-Bornand          |
| 2008  | Valérie Forgues                                      | Marion Muller                                | Oriane Soubirou                                   | La Roche-sur-Yon          |
| 2009  | Salomé Neuhauser                                     | Cécile Haussernot                            | Camille De Seroux                                 | Aix-les-Bains             |
| 2010  | Maha Eid                                             | Salomé Neuhauser                             | Marine Lenoël                                     | Troyes                    |
| 2011  | Sophie Aflalo                                        | Cyrielle Monpeurt                            | Julie Fischer                                     | Montluçon                 |
| 2012  | Andreea Navrotescu                                   | Linda Krambath                               | Julie Fischer                                     | Nîmes                     |
| 2013  | Cécile Haussernot                                    | Élise Bellaïche                              | Isabelle Malassagne                               | Saint-Paul-Trois-Châteaux |
| 2014  | Honorine Auvray                                      | Cécile Haussernot                            | Alison Le Bihan                                   | Belfort                   |
| 2015  | Anaëlle Afraoui                                      | Mathilde Chung                               | Inès Leriche                                      | Pau                       |
| 2016  | Mathilde Broly                                       | Amélie Imperor                               | Fanny Mathey                                      | Gonfreville               |
| 2017  | Florence Rollot                                      | Noëla-Joyce Lomandong                        | Anne-Marie Conti                                  | Belfort                   |
| 2018  | Chjara Sabiani                                       | Sarah Djidjeli                               | Alba Grall                                        | Agen                      |
| 2019  | Estée Aubert                                         | Ambre Diez                                   | Sarah Djidjeli                                    | Hyères                    |
| 2021  | Juliette Cornileau                                   | Sofia Bellahcene                             | Laura Sumarriva Paulin                            | Agen                      |
| 2022  | Elora Micheli                                        | Léane Grimault                               | Agathe Diez                                       | Agen                      |
| 2023  | Solène Schebacher                                    | Calypso Deladerierre                         | Elora Micheli                                     | Agen                      |
| 2024  | Anu Bat                                              | Alana Pereira-Davoine                        | Emma Paralieu                                     | Agen                      |
| 2025  | Ines Bernard                                         | Eline Mence                                  | Anaïs Verdier                                     | Vichy                     |

## Moins de 14 ans

### Palmarès benjamins
| Année | Champion                                         | 2e                          | 3e                                                    | Lieu de la compétition    |
| ----- | ------------------------------------------------ | --------------------------- | ----------------------------------------------------- | ------------------------- |
| 1982  | Manuel Apicella                                  | Serge Naudier               | nc                                                    | Bagneux                   |
| 1983  | Jean-Marc DegraeveJean-René Koch (International) | Frédéric Peltrault          | Jean-René KochJean-François Hochepied (International) | Bagneux                   |
| 1984  | Frédéric Peltrault                               | nc                          | nc                                                    | La Grande-Motte           |
| 1985  | Sabine Fruteau                                   | Lourdes Ribeiro             | Arnaud Payen                                          | La Grande Motte           |
| 1986  | Pierre Brunellière                               | Arnaud Courrier             | Étienne Gerbaulet                                     | Charleville-Mézières      |
| 1987  | Samy Desbonnes                                   | Ludovic Sabot               | James Husson                                          | La Grande-Motte           |
| 1988  | Philippe Brochet                                 | Hugues Magnier              | Roger Nizard                                          | Saint-Nazaire             |
| 1989  | Jean-Philippe Karr                               | nc                          | nc                                                    | Hyères                    |
| 1990  | Christian Bauer                                  | nc                          | nc                                                    | Belfort                   |
| 1991  | Christian Bauer                                  | Benoît Lepelletier          | Guillaume Sermier                                     | Valras                    |
| 1992  | Benoît Lepelletier                               | Igor-Alexandre Nataf        | Jean-Baptiste Boudenne                                | Sucé-sur-Erdre            |
| 1993  | Robert Fontaine                                  | Stevens Rouchouse           | Olivier Lebeau                                        | Pau                       |
| 1994  | Robert Fontaine                                  | Laurent Fressinet           | Alexis Boutroy                                        | Verdun                    |
| 1995  | Laurent Fressinet                                | Laurent Guidarelli          | Charles Wolrich                                       | Montélimar                |
| 1996  | Arnaud Rainfray                                  | Jérôme Blot                 | Gildas Goldsztein                                     | Hyères                    |
| 1997  | Arnaud Rainfray                                  | Martin Kessler              | Sébastien Plantet                                     | Montluçon                 |
| 1998  | Mathieu Acher                                    | Sébastien Mazé              | Flavien Forestier                                     | Rochefort                 |
| 1999  | François Fargère                                 | Pierre Ricou                | Matthieu Cornette                                     | Romans-sur-Isère          |
| 2000  | Marie Sebag                                      | Marvin Lepan                | Thibault Meynard                                      | Pau                       |
| 2001  | Redwan Maatoug                                   | Guillaume Camus de Solliers | Asher Glicenstein                                     | Amiens                    |
| 2002  | Helder Frade-Marques                             | Édouard Bonnet              | Jonathan Dourerassou                                  | Hyères                    |
| 2003  | Jonathan Dourerassou                             | Clovis Vernay               | Robert Vuillermoz                                     | Le Grand-Bornand          |
| 2004  | Mathieu Rigolot                                  | Sébastien Feller            | Robert Vuillermoz                                     | Reims                     |
| 2005  | Rémi Ludwig                                      | Adrien Demuth               | Yassin Tachikart                                      | Calvi                     |
| 2006  | Wojtek Sochacki                                  | Robert Graca                | Thomas Bonn                                           | Aix-les-Bains             |
| 2007  | Antoine Manœuvre                                 | Maxime Lagarde              | François Godart                                       | Le Grand-Bornand          |
| 2008  | Maxime Lagarde                                   | Christophe Sochacki         | Sébastien Munheim                                     | La Roche-sur-Yon          |
| 2009  | Jules Moussard                                   | Gary Giroyan                | Quentin Loiseau                                       | Aix-les-Bains             |
| 2010  | Gary Giroyan                                     | Patrick Grandadam           | Guillaume Lamard                                      | Troyes                    |
| 2011  | Bilel Bellahcene                                 | Guillaume Lamard            | Louis Pruvot                                          | Montluçon                 |
| 2012  | Bilel Bellahcene                                 | Ilyass Msellek              | Gabriel Stark                                         | Nîmes                     |
| 2013  | Nizar Ayari                                      | Clément Meunier             | Fahim Mohammad                                        | Saint-Paul-Trois-Châteaux |
| 2014  | Quentin Burri                                    | Théo Lutard                 | Thomas O'Sullivan                                     | Belfort                   |
| 2015  | Pierre-Basile Coiffait                           | Jean Lamblin                | Quentin Burri                                         | Pau                       |
| 2016  | Albert Tomasi                                    | Jawad Maache                | Loïc Travadon                                         | Gonfreville               |
| 2017  | Ruben Harutyunyan                                | Shoha Cohen Revivo          | Jawad Maache                                          | Belfort                   |
| 2018  | Émile Bassini                                    | Konstantin Popov            | Alexandre Bacrot                                      | Agen                      |
| 2019  | Elouan Fardet                                    | Elliot Papadiamandis        | Augustin Droin                                        | Hyères                    |
| 2021  | Rajat Makkar                                     | Cocoro Matsumara            | Bilguun Baat                                          | Agen                      |
| 2022  | Antoine Trevisiol                                | Camille Kufferath           | Adrien Vu Dinh                                        | Agen                      |
| 2023  | Antoine Trevisiol                                | Baptiste Lissilour          | Louis Auribault                                       | Agen                      |
| 2024  | Émilie Negre                                     | Quentin Laignel             | Pierre-Joseph Bonelli Maestracci                      | Agen                      |
| 2025  | Virgile Breuil                                   | Émilie Alfano               | Zayne-Eddine El Zein                                  | Vichy                     |

### Palmarès benjamines
| Année | Championne          | 2e                 | 3e                       | Lieu de la compétition    |
| ----- | ------------------- | ------------------ | ------------------------ | ------------------------- |
| 1983  | Véronique Lebey     | nc                 | nc                       | Bagneux                   |
| 1984  | Valérie Poussin     | nc                 | nc                       | Loches                    |
| 1985  | nc                  | nc                 | nc                       | nc                        |
| 1986  | nc                  | nc                 | nc                       | nc                        |
| 1987  | nc                  | nc                 | nc                       | nc                        |
| 1988  | Hélène Santaniello  | Raphaëlle Bujisho  | Claire Gervais           | Saint-Nazaire             |
| 1989  | nc                  | nc                 | Lisa Radlowska (Espoirs) | Hyères                    |
| 1990  | Gaëlle Pilardeau    | nc                 | nc                       | Belfort                   |
| 1991  | Gaëlle Pilardeau    | Véronique Muller   | Céline Guadalpi          | Valras                    |
| 1992  | Gaëlle Pilardeau    | Stéphanie Maechel  | Evelyne Schulz           | Sucé-sur-Erdre            |
| 1993  | Mouna Daya          | Emmanuelle Bramme  | Stéphanie Maechel        | Pau                       |
| 1994  | Aurélie Dacalor     | Stéphanie Feuvrier | C. Traper                | Verdun                    |
| 1995  | Aurélie Duriez      | Émilie Fortuit     | Rebecca Klipper          | Montélimar                |
| 1996  | Gladys Ho           | Céline Goletto     | Nathalie Houpert         | Hyères                    |
| 1997  | Fanny Gaudron       | Anne-Laurie Bénard | Céline Goletto           | Montluçon                 |
| 1998  | Karine Assad        | Nathalie Bonnafous | Chloé Huisman            | Rochefort                 |
| 1999  | Chloé Huisman       | Mélissa Levacic    | Caroline Coriat          | Romans-sur-Isère          |
| 2000  | Karelle Bolon       | Mélanie Vérot      | Émeline Romain           | Pau                       |
| 2001  | Mélanie Vérot       | Émeline Romain     | Valérie Maupin           | Amiens                    |
| 2002  | Caroline Cochet     | Mathilde Choisy    | Julia Laurens            | Hyères                    |
| 2003  | Julia Laurens       | Mathilde Congiu    | Touatia Brih             | Le Grand-Bornand          |
| 2004  | Laura Fernandez     | Justine Ferry      | Julie Esposito           | Reims                     |
| 2005  | Sylvie Genzling     | Lara-Maria Armas   | Élodie Maccary           | Calvi                     |
| 2006  | Sarah Bismuth       | Margaux Lefèvre    | Cynthia Dourerassou      | Aix-les-Bains             |
| 2007  | Margaux Lefèvre     | Salomé Neuhauser   | Arielle Le Bail          | Le Grand-Bornand          |
| 2008  | Cécile Haussernot   | Sophie Aflalo      | Audrey Alonso            | La Roche-sur-Yon          |
| 2009  | Sophie Aflalo       | Maha Eid           | Marion Bekhouche         | Aix-les-Bains             |
| 2010  | Andreea Navrotescu  | Julie Fischer      | Jeanne Vignette          | Troyes                    |
| 2011  | Cécile Haussernot   | Valentine Baldi    | Lorène Imperor           | Montluçon                 |
| 2012  | Isabelle Malassagne | Marie Rouffignac   | Mathilde Chung           | Nîmes                     |
| 2013  | Mathilde Chung      | Mathilde Broly     | Anaïs Azouni             | Saint-Paul-Trois-Châteaux |
| 2014  | Mathilde Broly      | Florence Rollot    | Amélie Imperor           | Belfort                   |
| 2015  | Amélie Imperor      | Liza Vigna         | Shanthi Touré            | Pau                       |
| 2016  | Meriem Bellahcene   | Anne-Marie Conti   | Teodora Gospodaru        | Gonfreville               |
| 2017  | Estée Aubert        | Anaïs Rubsamen     | Teodora Gospodaru        | Belfort                   |
| 2018  | Margaux Moracchini  | Sofia Bellahcene   | Alicia Randrianarimanana | Agen                      |
| 2019  | Shanti Croisille    | Juliette Cornileau | Camille Blanquet         | Hyères                    |
| 2021  | Leen Yaghi          | Solène Schebacher  | Jade Lorho               | Agen                      |
| 2022  | Maïa Arzur          | Emma Paralieu      | Jade Summariva Paulin    | Agen                      |
| 2023  | Inès Bernard        | Anu Bat            | Eline Mence              | Agen                      |
| 2024  | Cerise Castagnerol  | Inès Bernard       | Eline Mence              | Agen                      |
| 2025  | Jeilynn Benhadid    | Anna Maret         | Levanah Alcantara        | Vichy                     |

## Moins de 12 ans

### Palmarès pupilles
| Année | Champion                     | 2e                           | 3e                     | Lieu de la compétition    |
| ----- | ---------------------------- | ---------------------------- | ---------------------- | ------------------------- |
| 1982  | Jean-Marc Degraeve           | Bruno Leroy                  | nc                     | Bagneux                   |
| 1983  | Joël Lautier                 | Frédéric Hadjadj             | nc                     | Aix-les-Bains             |
| 1984  | Joël Lautier                 | nc                           | nc                     | Grenoble                  |
| 1985  | Olivier Labbé                | Nicolas Lipovsky             | Roger Nizard           | Epinal                    |
| 1986  | Christophe Lai (à confirmer) | nc                           | Philippe Brochet       | Bischwiller               |
| 1987  | nc                           | nc                           | nc                     | nc                        |
| 1988  | Alexandre Guiheneuf          | Walter Caravagi              | Ludovic Rouillon       | Saint-Nazaire             |
| 1989  | Benoît Lepelletier (Espoirs) | nc                           | nc                     | Hyères                    |
| 1990  | Adrien Leroy                 | Benoît Lepelletier (Masters) | nc                     | Belfort                   |
| 1991  | Ludovic Morelle              | Matthieu Malicet             | Aurélien Eusèbe        | Valras                    |
| 1992  | Cédric Paci                  | Robert Fontaine              | Jean-Noël Riff         | Sucé-sur-Erdre            |
| 1993  | Charles Wolrich              | Laurent Fressinet            | Guillaume Vallin       | Pau                       |
| 1994  | Jean-Pierre Le Roux          | Arnaud Rainfray              | Steve Minet            | Verdun                    |
| 1995  | Nicolas Templier             | Arnaud Rainfray              | P. Brouard             | Montélimar                |
| 1996  | Sébastien Plantet            | Sébastien Mazé               | Serge Gaston           | Hyères                    |
| 1997  | Xavier Beudaert              | Jérémy Pietrasanta           | Marie Sebag            | Montluçon                 |
| 1998  | Anthony Bellaïche            | Brice Le Roy                 | Marie Sebag            | Rochefort                 |
| 1999  | Anthony Bellaïche            | Helder Frade-Marques         | Redwan Maatoug         | Romans-sur-Isère          |
| 2000  | Maxime Vachier-Lagrave       | Édouard Bonnet               | Helder Frade-Marques   | Pau                       |
| 2001  | Cyril Monsieux               | Alexandre Chiu               | Timothée Heinz         | Amiens                    |
| 2002  | Axel Delorme                 | Sébastien Feller             | Matthieu Rigolot       | Hyères                    |
| 2003  | Thomas Saatdjian             | Sébastien Feller             | Adrien Demuth          | Le Grand-Bornand          |
| 2004  | Yann Nahed                   | Raphaël Délivré              | Mickael Massoni        | Reims                     |
| 2005  | Thomas Dionisi               | Christophe Sochacki          | Emmanuel Viers         | Calvi                     |
| 2006  | Jules Moussard               | Maxime Lagarde               | Vincent NGuyen         | Aix-les-Bains             |
| 2007  | Quentin Loiseau              | Pierre Barbot                | Gabriel Thon           | Le Grand-Bornand          |
| 2008  | Benoit Purenne               | Christophe Gélas             | Gary Giroyan           | La Roche-sur-Yon          |
| 2009  | Guillaume Lamard             | Bilel Bellahcene             | Christophe Gélas       | Aix-les-Bains             |
| 2010  | Bilel Bellahcene             | Ilyass Msellek               | Cécile Haussernot      | Troyes                    |
| 2011  | Clément Meunier              | Floryan Eugène               | Sébastien Poulet       | Montluçon                 |
| 2012  | Fahim Mohammad               | Vassili Chesterkine          | Anand Gautier          | Nîmes                     |
| 2013  | Thomas Ariza                 | Quentin Burri                | Pierre-Basile Coiffait | Saint-Paul-Trois-Châteaux |
| 2014  | Dimitri Lagarde              | Anatole Vlachos              | Thomas Chargelègue     | Belfort                   |
| 2015  | Albert Tomasi                | Vincent Christien            | Émile Bassini          | Pau                       |
| 2016  | Tom Decuignière              | Safar Harutyunyan            | Alexandre Bacrot       | Gonfreville               |
| 2017  | Clément Candelot             | Konstantin Popov             | Elliot Papadiamandis   | Belfort                   |
| 2018  | Noam Patole                  | Marc Andria Maurizzi         | Augustin Droin         | Agen                      |
| 2019  | Marc'Andria Maurizzi         | Adam Mekhane                 | Rajat Makkar           | Hyères                    |
| 2021  | Antoine Trevisiol            | Jan Zienkiewicz              | Enz Iino Jubin         | Agen                      |
| 2022  | Felix Borne                  | Wesley Winsen Motoyama       | Virgile Breuil         | Agen                      |
| 2023  | Paul Boulos                  | Marc Llari                   | Anuar Tureshbayev      | Agen                      |
| 2024  | Bassam El Zein               | Valentin Nicot               | Marc Llari             | Agen                      |
| 2025  | Marc llari                   | Valentin Nicot               | Hugo Bocquenet-Drouode | Vichy                     |

### Palmarès pupillettes
| Année | Championne             | 2e                       | 3e                  | Lieu de la compétition    |
| ----- | ---------------------- | ------------------------ | ------------------- | ------------------------- |
| 1982  | Isabelle Kientzler     | Lourdes Ribeiro          | Sabine Fruteau      | Aix les Bains             |
| 1983  | Isabelle Dhommée       | Lourdes Ribeiro          | Delphine Briault    | Aix-les-Bains             |
| 1984  | Fleurette Monfrini     | nc                       | ns                  | Loches                    |
| 1985  | Virginie Lienard       | nc                       | nc                  | nc                        |
| 1986  | nc                     | Cybèle Husson            | nc                  | nc                        |
| 1987  | nc                     | nc                       | nc                  | nc                        |
| 1988  | Delphine Geraud        | Fabienne Boulineau       | Isabelle Cardon     | Saint-Nazaire             |
| 1989  | nc                     | nc                       | Mouna Daya          | Hyères                    |
| 1990  | Candice Menozzi        | Mouna Daya               | nc                  | Belfort                   |
| 1991  | Sabrina Macario        | Emmanuelle Bramme        | Sandra Benezech     | Valras                    |
| 1992  | Marie Leclair          | Emmanuelle Bramme        | Delphine Roudier    | Sucé-sur-Erdre            |
| 1993  | Mathilde Bernard       | Hélène Bertrand          | Aurélie Duriez      | Pau                       |
| 1994  | Fanny Gaudron          | Bérengère Collet         | M. Jankovic         | Verdun                    |
| 1995  | Fanny Gaudron          | I. Stoenescu             | Magali Rouillon     | Montélimar                |
| 1996  | Karine Assad           | Marie-Christine Esposito | Dorothée Estevez    | Hyères                    |
| 1997  | Chloé Huisman          | Marie-Christine Esposito | Florence Wolfangel  | Montluçon                 |
| 1998  | Anne-Sophie Chatte     | Karelle Bolon            | Léa Marx            | Rochefort                 |
| 1999  | Mélanie Vérot          | Caroline Cochet          | Karelle Bolon       | Romans-sur-Isère          |
| 2000  | Clara Mourot           | Pauline Guichard         | Mathilde Choisy     | Pau                       |
| 2001  | Mathilde Congiu        | Julia Laurens            | Delphine Gras       | Amiens                    |
| 2002  | Carole Forestier       | Jody Blanchard           | Laura Fernandez     | Hyères                    |
| 2003  | Carole Forestier       | Marion Muller            | Sylvie Genzling     | Le Grand-Bornand          |
| 2004  | Camilla Kohi           | Wing-Yan Yuen            | Sarah Bismuth       | Reims                     |
| 2005  | Margaux Lefèvre        | Salomé Neuhauser         | Arielle Le Bail     | Calvi                     |
| 2006  | Salomé Neuhauser       | Maha Eid                 | Sophie Aflalo       | Aix-les-Bains             |
| 2007  | Maha Eid               | Sophie Aflalo            | Cyrielle Monpeurt   | Le Grand-Bornand          |
| 2008  | Andreea Navrotescu     | Lucie Rigolot            | Aurélie Massard     | La Roche-sur-Yon          |
| 2009  | Élise Bellaïche        | Cécile Canterel          | Honorine Auvray     | Aix-les-Bains             |
| 2010  | Noémie Joudelat        | Lorène Imperor           | Isabelle Malassagne | Troyes                    |
| 2011  | Roxana Hug             | Anaëlle Afraoui          | Mathilde Broly      | Montluçon                 |
| 2012  | Mathilde Broly         | Noëla-Joyce Lomandong    | Juliette Guérin     | Nîmes                     |
| 2013  | Florence Rollot        | Noëla-Joyce Lomandong    | Shanthi Touré       | Saint-Paul-Trois-Châteaux |
| 2014  | Chjara Sabiani         | Alba Grall               | Alexia Raynaud      | Belfort                   |
| 2015  | Estée Aubert           | Élise Tomasi             | Chjara Sabiani      | Pau                       |
| 2016  | Sofia Bellahcene       | Béline Yuan              | Élise Tomasi        | Gonfreville               |
| 2017  | Laura Summariva Paulin | Juliette Cornileau       | Thao Ni Nguyen      | Belfort                   |
| 2018  | Juliette Cornileau     | Laura Pentcheff          | Elora Micheli       | Agen                      |
| 2019  | Elora Micheli          | Manon Schippké           | Florina Berezovsky  | Hyères                    |
| 2021  | Inès Bernard           | Eline Mence              | Diane Famel         | Agen                      |
| 2022  | Émilie Alfano          | Laura Neel               | Cerise Castagnerol  | Agen                      |
| 2023  | Anna Allard Nedellec   | Laura Neel               | Charlène Ge         | Agen                      |
| 2024  | Levanah Alcantara      | Jeilynn Benhadid         | Anna Ribreau        | Agen                      |
| 2025  | Rana Bakhshi           | Anna Ribreau             | Yi Xuan Wuang       | Vichy                     |

## Moins de 10 ans

### Palmarès poussins
| Année | Champion               | 2e                      | 3e                           | Lieu de la compétition    |
| ----- | ---------------------- | ----------------------- | ---------------------------- | ------------------------- |
| 1982  | Joël Lautier           | Julien Vintzel          | nc                           | Bagneux                   |
| 1983  | Nicolas Mésières       | Thomas Lotz             | Philippe Brochet             | Aix-les-Bains             |
| 1984  | Nicolas Maleki         | Roger Nizard            | Florian Aubier               | Grenoble                  |
| 1985  | nc                     | nc                      | nc                           | nc                        |
| 1986  | Igor Nataf             | Fabienne Boulineau      | nc                           | Velleron                  |
| 1987  | nc                     | nc                      | nc                           | nc                        |
| 1988  | Aurélien Eusèbe        | Adrien Leroy            | Grégory Charnier             | Saint-Nazaire             |
| 1989  | Robert Fontaine        | Camille Carton          | nc                           | Hyères                    |
| 1990  | Steve Minet            | nc                      | nc                           | Belfort                   |
| 1991  | Jean-Noël Riff         | Alexandre Desnos        | Gildas Goldsztein            | Valras                    |
| 1992  | Étienne Bacrot         | Jérôme Blot             | Frédéric Saez                | Sucé-sur-Erdre            |
| 1993  | Nicolas Templier       | Fabien Libiszewski      | Anthony Wirig                | Pau                       |
| 1994  | Sébastien Plantet      | Serge Gaston            | Fabien Libiszewski           | Verdun                    |
| 1995  | François Fargère       | Frédéric Comte          | Jérémy Pietrasanta           | Montélimar                |
| 1996  | Anthony Bellaïche      | Marie Sebag             | Sébastien Bouchet            | Hyères                    |
| 1997  | Anthony Bellaïche      | Marvin Lepan            | Kevin Bordi                  | Montluçon                 |
| 1998  | Helder Frade-Marques   | Mickael Dufour          | Julien Hirth                 | Rochefort                 |
| 1999  | Maxime Vachier-Lagrave | Édouard Bonnet          | Timothée Heinz               | Romans-sur-Isère          |
| 2000  | Adrien Boukobza        | Mathieu Rigolot         | Axel Delorme                 | Pau                       |
| 2001  | Matthieu Rigolot       | Sébastien Feller        | Lucas Benassayag             | Amiens                    |
| 2002  | Yann Nahed             | Charles Baudson         | Stanislas Hetier             | Hyères                    |
| 2003  | Christophe Sochacki    | Thomas Dionisi          | Diego-André Palacios-Aguilar | Le Grand-Bornand          |
| 2004  | Stéphane Saatdjian     | Jules Moussard          | Eden Kirk                    | Reims                     |
| 2005  | Jules Moussard         | Nicolas Ton-That        | Erwin Rakotoniaina           | Calvi                     |
| 2006  | Gary Giroyan           | Guillaume Lamard        | Ezra Kirk                    | Aix-les-Bains             |
| 2007  | Christophe Gélas       | Benoit Purenne          | Guillaume Lamard             | Le Grand-Bornand          |
| 2008  | Bilel Bellahcene       | Ilyass Msellek          | Samy Boudia                  | La Roche-sur-Yon          |
| 2009  | Francesco Rambaldi     | Gaëtan Rey              | Alexandre Pigeat             | Aix-les-Bains             |
| 2010  | Vassili Chesterkine    | Thomas O'Sullivan       | Niels Willems                | Troyes                    |
| 2011  | Dimitri Lagarde        | Jean Lamblin            | Guillaume Trouvé             | Montluçon                 |
| 2012  | Dimitri Lagarde        | Stanley Marjenberg      | Albert Tomasi                | Nîmes                     |
| 2013  | Marc-Antoine Lomandong | Jawad Maache            | Albert Tomasi                | Saint-Paul-Trois-Châteaux |
| 2014  | Théo Ciccoli           | Alexandre Bacrot        | Émile Bassini                | Belfort                   |
| 2015  | Luka Radovanovic       | Élie Verhille           | Timothé Razafindratsima      | Pau                       |
| 2016  | Younes Foughali        | Timothé Razafindratsima | Marc-Andria Maurizzi         | Gonfreville               |
| 2017  | Noam Patolle           | Marc'Andria Maurizzi    | Adam Mekhane                 | Belfort                   |
| 2018  | Marco Materia          | Jan Zinkiewicz          | Marius Levannier-Gouel       | Agen                      |
| 2019  | Appolo Deladerriere    | William Sithisak        | Nathan Richard               | Hyères                    |
| 2021  | David Lacan-Rus        | Paul Boulos             | Yanis Ben Amar               | Agen                      |
| 2022  | Valentin Nicot         | David Lacan-Rus         | Iyad Landolsi                | Agen                      |
| 2023  | Hugo Bocquenet-Drouode | Arthur Montaigu Dupont  | Valentin Nicot               | Agen                      |
| 2024  | Boris Kolodziejczyk    | Victor Chalampuente     | Sizhuo Fan                   | Agen                      |
| 2025  | Luca Protopopescu      | Martin Guillevic        | Han Nam Pham                 | Vichy                     |

### Palmarès poussines
| Année | Championne                                           | 2e                          | 3e                       | Lieu de la compétition    |
| ----- | ---------------------------------------------------- | --------------------------- | ------------------------ | ------------------------- |
| 1982  | Karine Desmeules                                     | Françoise Chiapale          | nc                       | Bagneux                   |
| 1983  | Karine Desmeules                                     | Laurence Faivre             | nc                       | Bagneux                   |
| 1984  | nc                                                   | nc                          | nc                       | nc                        |
| 1985  | nc                                                   | nc                          | nc                       | nc                        |
| 1986  | nc                                                   | nc                          | nc                       | nc                        |
| 1987  | nc                                                   | nc                          | nc                       | nc                        |
| 1988  | Sophie Robert                                        | Marjorie Lefevre            | Candice Menozzi          | Saint-Nazaire             |
| 1989  | Emmanuelle Bramme                                    | nc                          | Catherine Castor         | Hyères                    |
| 1990  | Delphine Roudier (Espoirs) Hélène Bertrand (Masters) | Isabelle Fulgoni (Masters)  |                          | Belfort                   |
| 1991  | Aurélie Béasse                                       | Karen Depirou               | Marie-Caroline Cosa      | Valras                    |
| 1992  | Héloïse Legrand                                      | Cécile Roudier              | Aurélie Duriez           | Sucé-sur-Erdre            |
| 1993  | Fanny Gaudron                                        | Nathalie Houpert            | Rachel Boulineau         | Pau                       |
| 1994  | Sonia Darbois                                        | E. Chac                     | Nathalie Bonnaflous      | Verdun                    |
| 1995  | Marie Sebag                                          | Florence Wolfangel          | Mélissa Levacic          | Montélimar                |
| 1996  | Karelle Bolon                                        | Gwendoline Gac              | Anne-Sophie Chatte       | Hyères                    |
| 1997  | Karelle Bolon                                        | Gwendoline Gac              | Caroline Cochet          | Montluçon                 |
| 1998  | Solène Algaba                                        | Caroline Cochet             | Murielle Han Yee Yu      | Rochefort                 |
| 1999  | Claire Vergerio                                      | Julia Laurens               | Déborah Salinas          | Romans-sur-Isère          |
| 2000  | Julie Esposito                                       | Margot Draillard            | Touatia Brih             | Pau                       |
| 2001  | Andréanne Guillot                                    | Carole Forestier            | Sylvie Genzling          | Amiens                    |
| 2002  | Valérie Forgues                                      | Sarah Bismuth               | Bérénice Mallet          | Hyères                    |
| 2003  | Arielle Le Bail                                      | Bérénice Mallet             | Margaux Wehr             | Le Grand-Bornand          |
| 2004  | Sophie Aflalo                                        | Maha Eid                    | Torrente Thaly           | Reims                     |
| 2005  | Maha Eid                                             | Audessa Aggoune             | Sophie Aflalo            | Calvi                     |
| 2006  | Marion Bekhouche                                     | Meryl Bertrand              | Aurélie Massard          | Aix-les-Bains             |
| 2007  | Cécile Haussernot                                    | Noémie Joudelat             | Célia Duffaud            | Le Grand-Bornand          |
| 2008  | Noémie Joudelat                                      | Honorine Auvray             | Lorène Imperor           | La Roche-sur-Yon          |
| 2009  | Mathilde Broly                                       | Mathilde Chung              | Aliya Gtari              | Aix-les-Bains             |
| 2010  | Mathilde Broly                                       | Juliette Guérin             | Maëlyss Ragot-Gaufreteau | Troyes                    |
| 2011  | Maëlyss Ragot-Gaufreteau                             | Sarah El Barbry             | Shanthi Touré            | Montluçon                 |
| 2012  | Meriem Bellahcene                                    | Bérénice de Talancé         | Chjara Sabiani           | Nîmes                     |
| 2013  | Bérénice de Talancé                                  | Béline Yuan                 | Teoodora Gosporadu       | Saint-Paul-Trois-Châteaux |
| 2014  | Élise Tomasi                                         | Béline Yuan                 | Camille Ginovart         | Belfort                   |
| 2015  | Lucie Marcellier                                     | Laura Sumarriva Paulin      | Thao-Nhi Nguyen          | Pau                       |
| 2016  | Nani Gagua                                           | Salomé Chachiachvili        | Juliette Cornileau       | Gonfreville               |
| 2017  | Leila Bousmaha                                       | Manon Schippké              | Nani Gagua               | Belfort                   |
| 2018  | Lucia Stoll                                          | Jenna Bellahcene            | Iris Ciarletta           | Agen                      |
| 2019  | Manon Chevillon                                      | Maia Arzur                  | Anu Bat                  | Hyères                    |
| 2021  | Laura Neel                                           | Émilie Alfano               | Anna Allard Nedellec     | Agen                      |
| 2022  | Ghita Aboulasse                                      | Emma Anseeuw                | Michèle Gurevich         | Agen                      |
| 2023  | Yi Xuan Wang                                         | Anna Rosset                 | Inès Chevillon           | Agen                      |
| 2024  | Rana Bakhshi                                         | Hermione Glon Tombi Ambassa | Camille Billod-Laillet   | Agen                      |
| 2025  | Camille Billod-Laillet                               | Agathe Gastaldo             | Camille Bastiani         | Vichy                     |

## Moins de 8 ans

### Palmarès petits poussins
| Année | Champion               | 2e                    | 3e                      | Lieu de la compétition    |
| ----- | ---------------------- | --------------------- | ----------------------- | ------------------------- |
| 1991  | Bertrand Gimenez       | Alexandre Silveri     | Golven Kaufman          | Valras                    |
| 1992  | Sébastien Plantet      | Maurice Bara          | Anthony Longosz         | Sucé-sur-Erdre            |
| 1993  | Anthony Longosz        | Frédéric Comte        | Mathieu Gruet           | Pau                       |
| 1994  | Frédéric Comte         | Mathieu Tournier      | Alban Delorme           | Verdun                    |
| 1995  | Anthony Bellaïche      | Marvin Lepan          | Jean Netzer             | Montélimar                |
| 1996  | Cyril Soyez            | Caroline Cochet       | J. Amsellem             | Hyères                    |
| 1997  | Maxime Vachier-Lagrave | Timothée Heinz        | Kévin Guillemier        | Montluçon                 |
| 1998  | Adrien Boukobza        | Sébastien Pelekoudias | Valentin Fougerit       | Rochefort                 |
| 1999  | Mathieu Rigolot        | Raphaël Delivré       | Florian Lamot           | Romans-sur-Isère          |
| 2000  | Mickaël Tosello        | Estéban Blanchard     | Valentin Roussel        | Pau                       |
| 2001  | Stanislas Hétier       | Bastien Dubessay      | Armand Diviné           | Amiens                    |
| 2002  | Jules Moussard         | Jacques Netzer        | Thomas Peyre            | Hyères                    |
| 2003  | Kim Cabanes            | Antoine Cornaton      | Benjamin Feryn          | Le Grand-Bornand          |
| 2004  | Armand Kohi            | Gary Giroyan          | Guillaume Lamard        | Reims                     |
| 2005  | Guillaume Lamard       | Bilel Bellahcene      | Louis Pruvot            | Calvi                     |
| 2006  | Ilyass Msellek         | Théophile Froment     | Gaëtan Rey              | Aix-les-Bains             |
| 2007  | Sosthène Guedon        | Gaëtan Rey            | Francesco Rambaldi      | Le Grand-Bornand          |
| 2008  | Vassili Chesterkine    | Benjamin Fohr         | Quentin Jouniaux        | La Roche-sur-Yon          |
| 2009  | Guillaume Trouvé       | Philippe Métot        | Antoine Strohl          | Aix-les-Bains             |
| 2010  | Dimitri Lagarde        | Romain Kantzer        | Aurélien Niepceron      | Troyes                    |
| 2011  | Albert Tomasi          | Nicolas Bertrand      | Axel Brunel             | Montluçon                 |
| 2012  | Théo Ciccoli           | Wassel Bousmaha       | Alexandre Bacrot        | Nîmes                     |
| 2013  | Wassel Bousmaha        | Baptiste Roux         | Célian Achard-Rozan     | Saint-Paul-Trois-Châteaux |
| 2014  | Rajat Makkar           | Djeyhun Mammadhuseyn  | Timothé Razafindratsima | Belfort                   |
| 2015  | Adam Mekhane           | Noam Patole           | Rajat Makkar            | Pau                       |
| 2016  | Clément Kuhn           | Bayar Ider            | Jean-Thomas Geronimi    | Gonfreville               |
| 2017  | Marco Materia          | William Sithisak      | Jan Zinkiewicz          | Belfort                   |
| 2018  | Wesley Winsen Motoyama | Ewen Costa            | Pierre Stephan          | Agen                      |
| 2019  | Paul Boulos            | Ruben Coles           | Robin Coles             | Hyères                    |
| 2021  | Valentin Nicot         | Marc Llari            | Kerian Bui              | Agen                      |
| 2022  | Boris Kolodziejczyk    | Luca Protopopescu     | Makar Prokhorov         | Agen                      |
| 2023  | Harry Weber            | Lionel Robin          | Luca Protopopescu       | Agen                      |
| 2024  | Luca Protopopescu      | Abel Mockbel          | Han Nam Pham            | Agen                      |
| 2025  | Iskander Zhakupov      | Romeo Brentegani      | Matteo Pastor Zuccolo   | Vichy                     |

### Palmarès petites poussines
| Année | Championne               | 2e                          | 3e                   | Lieu de la compétition    |
| ----- | ------------------------ | --------------------------- | -------------------- | ------------------------- |
| 1991  | Sonia Darbois            | Céline Lambert              | Marjorie Farine      | Valras                    |
| 1992  | Sandrine Blanche         | Sophie Carnot               | Axelle Delinotte     | Sucé-sur-Erdre            |
| 1993  | Lauriane Laroussinie     | Mélissa Levacic             | Amy Wiggenhauser     | Pau                       |
| 1994  | Marie Sebag              | D. Sitruk                   | A. Farny             | Verdun                    |
| 1995  | Caroline Cochet          | Wardiya Afshar Saber        | Karelle Bolon        | Montélimar                |
| 1996  | Solène Algaba            | Jennifer Vaucher            | Flora Meaudre        | Hyères                    |
| 1997  | Julia Laurens            | Sidonie Belloc              | Claire Vergerio      | Montluçon                 |
| 1998  | Touatia Brih             | Margot Draillard            | R. Cazorla           | Rochefort                 |
| 1999  | Carole Forestier         | Sylvie Genzling             | Marine Clerfeuille   | Romans-sur-Isère          |
| 2000  | Noémie Klipper           | Manon Vergerio              | Wing-Yan Yuen        | Pau                       |
| 2001  | Alexandra Bottemanne     | Capucine Saucey             | Arielle Le Bail      | Amiens                    |
| 2002  | Sophie Aflalo            | Anais Delorme               | Soha Daadaa          | Hyères                    |
| 2003  | Sophie Aflalo            | Judith Lample               | Maha Eid             | Le Grand-Bornand          |
| 2004  | Lucie Rigolot            | Mazarine Margenstern        | Marion Bekhouche     | Reims                     |
| 2005  | Pauline Brunet-Malines   | Élise Bellaïche             | Claire Legrand       | Calvi                     |
| 2006  | Cécile Haussernot        | Honorine Auvray             | Lorène Imperor       | Aix-les-Bains             |
| 2007  | Anissa Bellahcene        | Julie Barbaras              | Mathilde Broly       | Le Grand-Bornand          |
| 2008  | Maëlyss Ragot-Gaufreteau | Mathilde Broly              | Karen Cepisul        | La Roche-sur-Yon          |
| 2009  | Maëlyss Ragot-Gaufreteau | Amélie Imperor              | Floriane Hébert      | Aix-les-Bains             |
| 2010  | Meriem Bellahcene        | Camille de Ridder           | Chelsea Fesselier    | Troyes                    |
| 2011  | Bérénice de Talancé      | Rasla Hadji                 | Estée Aubert         | Montluçon                 |
| 2012  | Camille Ginovart         | Marie Nave                  | Jeanne Barbotte      | Nîmes                     |
| 2013  | Sofia Bellahcene         | Thao-Nhi Nguyen             | Emma Le Bihan        | Saint-Paul-Trois-Châteaux |
| 2014  | Nani Gagua               | Salomé Chachiachvili        | Sila Céline Kocausta | Belfort                   |
| 2015  | Nani Gagua               | Chloé Stephan               | Emma Schmidt         | Pau                       |
| 2016  | Jenna Bellahcene         | Ariuna Ider                 | Chloé Teyssier       | Gonfreville               |
| 2017  | Lucia Stoll              | Diane Brehaut               | Anu Bat              | Belfort                   |
| 2018  | Émilie Negre             | Éline Mence                 | Elynn Mignot         | Agen                      |
| 2019  | Anna Allard Nedellec     | Charlène Ge                 | Ghita Aboulasse      | Hyères                    |
| 2021  | Maelys Manouvel          | Anna Ribreau                | Ines Chevillon       | Agen                      |
| 2022  | Yi Xuan Wang             | Hermione Glon Tombi Ambassa | Lumei Bolusset Li    | Agen                      |
| 2023  | Selena Khichane          | Naé Rossé                   | Bonnie Godon         | Agen                      |
| 2024  | Bonnie Godon             | Ella Cario                  | Zayneb Ben Ayed      | Agen                      |
| 2025  | Elisa Pierron Bejan      | Sare Adam                   | Justine Le Floch     | Vichy                     |